# Hello (banda)
Hello é uma banda de glam rock fundada na Inglaterra em 1971. Uma de suas canções, "New York Groove" figurou na trilha sonora do jogo eletrônico Grand Theft Auto IV, mais precisamente na rádio Liberty Rock Radio 97.8

## Membros

### Atuais
- Bob Bradbury - (nascido como Robert Bradbury, 14 de janeiro de 1956, em Hampstead, North West London) - vocais, guitarra
- Simon Ellis - vocais e guitarra
- Duncan Kenyon - baixo
- Jaspa Tex - bateria

### Membros antigos
- Keith Marshall (nascido em 5 de junho de 1956, em Hampstead) - vocais,  guitarra
- Vic Faulkner (nascido como Victor Faulkner, em 27 de fevereiro de 1956 em  Hampstead) - baixo
- Jeff Allen (nascido como Jeffrey Allen em 23 de abril de 1946 em Matlock, Derbyshire) - bateria

## Discografia

### Álbuns
- Keeps Us Off The Streets - (1975)
- Hello Again - (1978)
- New York Groove - (1999)
- The Glam Singles Collection - (2001)

### Singles
- "You Move Me" (1972)
- "C'mon"
- "Another School Day" (1973)
- "Tell Him" (1974) - RU #6
- "when the red river runs trake the mud track"
- "Game's Up"
- "Bend Me Shape Me"
- "New York Groove" (1975) - UK #9
- "Star Studded Sham"
- "Teenage Revolution"
- "Love Stealer" (1976)
- "Seven Rainy Days"
- "Let it Rock"
- "Shine on Silver Light"
- "Good old USA" (1977)
- "Heart Get Ready for Love" / "Voodoo Eyes"
- "Slow Motion" (1978)
- "Feel this Thing" (1979)
- "Plenty More Fish In The Sea" (2007)